# 威廉斯鎮區 (密蘇里州斯通縣)
威廉斯鎮區（英語：Williams Township）是位於美國密蘇里州斯通縣的一個行政鎮區。

## 地方資料
威廉斯鎮區的面積為90.99平方千米，當中陸地面積為80.36平方千米，而水域面積為10.63平方千米。根據2020年美國人口普查的數據，當地共有人口1039人，而人口密度為每平方千米11.42人。